# Somalibiæder
Somalibiæder (latin: Merops revoilii) er en skrigefugl, der lever på Afrikas Horn.